# The Kerry Gow
The Kerry Gow è un cortometraggio muto del 1912 diretto da Sidney Olcott. La sceneggiatura di Gene Gauntier si basa sul lavoro teatrale di Joe Murphy.

## Produzione
Il film fu prodotto dalla Kalem Company. Venne girato a Beaufort, nella contea di Kerry, in Irlanda.

## Distribuzione
Distribuito dalla General Film Company, il film - un cortometraggio in tre bobine - uscì nelle sale cinematografiche statunitensi il 18 novembre 1912.